# Heems
Himanshu Kumar Suri (nacido el 6 de julio de 1985), más conocido por su nombre artístico Heems, es un rapero estadounidense. Es conocido por ser parte del grupo de hip hop alternativo Das Racist, Suri también es el fundador de Greedhead Music, un sello discográfico independiente. En 2012, Suri lanzó su primer mixtape en solitario, Nehru Jackets, en su sello Greedhead y en conjunto con SEVA NY, una organización comunitaria de Queens de la cual Suri es miembro de la junta. En agosto de 2015, Heems anunció que Fox había comprado los derechos de su historia para una posible comedia de situación y que estaba trabajando en el piloto. Actualmente es miembro de Swet Shop Boys junto con el actor y rapero Riz MC y el productor Redinho.

## Primeros años
Nacido y criado en Bellerose, Queens, Suri se graduó de Stuyvesant High School en 2003, donde fue vicepresidente del consejo estudiantil cuando ocurrieron los ataques del 11 de septiembre a dos cuadras de distancia. Suri luego asistió a la Universidad Wesleyana, donde estudió economía. Después de graduarse de Wesleyan, Suri regresó a Nueva York, donde trabajó en el sector financiero hasta encontrar el éxito con Das Racist.
Él es de ascendencia punjabí-india.

## Carrera musical

### Das Racist
En 2008, Suri formó Das Racist con su amigo de la universidad Víctor Vázquez, conocido profesionalmente como Kool A.D. Poco después, el amigo de la escuela secundaria de Suri, Ashok Kondabolu, se unió como su fanático. Das Racist encontró el éxito por primera vez en Internet con su canción de 2008 "Combination Pizza Hut and Taco Bell", y luego se estableció rápidamente en la escena del rap clandestino con sus mixtapes de 2010 Shut Up, Dude y Sit Down, Man, los cuales les valieron elogios de la crítica, incluida la designación de Pitchfork como "Mejor música nueva", así como giras de desove por América del Norte, Europa y Asia.

### Carrera en solitario
Mientras aún estaba con Das Racist, Suri lanzó sus dos primeros mixtapes: Nehru Jackets y Wild Water Kingdom. Después de la separación de Das Racist a fines de 2012, Suri se mudó a Bombay para trabajar en su primer álbum oficial. En abril de 2014, grabó para un comercial de Vitamin Water en Japón.
En enero de 2012, Suri lanzó su primer mixtape en solitario, Nehru Jackets, en su propio sello Greedhead Music. Nehru Jackets fue lanzado en colaboración con SEVA NY. Entre los invitados de Nehru Jackets se encuentran Despot, Danny Brown y Childish Gambino. El álbum ha recibido críticas positivas, incluida una puntuación de 8/10 de Spin.
El segundo mixtape de Heems, Wild Water Kingdom, fue lanzado el 14 de noviembre de 2012, también bajo su sello Greedhead. Cuenta con la producción de Harry Fraud, Keyboard Kid, Crookers, Beautiful Lou, Le1f y Lushlife. Entre los invitados de Wild Water Kingdom se encuentran Childish Gambino y Lakutis.
Su álbum debut como solista, Eat Pray Thug, fue lanzado el 10 de marzo de 2015 por los sellos Greedhead y Megaforce Records. El álbum fue grabado en Bombay y Brooklyn e incluye colaboraciones con Dev Hynes (también conocido como Blood Orange), Rafiq Bhatia, Gordon Voidwell, Boody B y Harry Fraud. Heems se ha referido al álbum como "9/11 and Heartbreak". El primer sencillo, "Sometimes", fue lanzado el 8 de enero de 2015..

## Greedhead Music
Para gestionar Das Racist, Suri fundó su propio sello discográfico, Greedhead Music, como empresa de gestión y grabación en 2008. Los primeros lanzamientos de Greedhead fueron los mixtapes de 2010 del grupo. El primer álbum disponible comercialmente de Das Racist, Relax, también fue el primer lanzamiento comercial del sello Greedhead. Desde entonces, Greedhead ha lanzado mixtapes en solitario de Kool A.D. (The Palm Wine Drinkard) y Heems (Nehru Jackets), así como Black Flute de Keepaway, I'm in the Forest de Lakutis, Dark York de Le1f, y Big Fucking Baby de Big Baby Gandhi.

## Activismo
Suri ha sido un firme defensor de la comunidad del sur de Asia en Nueva York. En enero de 2012, Suri se unió a la junta directiva de la organización comunitaria SEVA con sede en Queens. Suri planea trabajar con SEVA para desarrollar un centro comunitario con un estudio de grabación para jóvenes locales. Suri ha trabajado extensamente con SEVA para impulsar una redistribución de distritos más equitativa en Queens. Suri ha apoyado públicamente la candidatura de Reshma Saujani para la Defensoría del Pueblo de la Ciudad de Nueva York, diciendo: "Probablemente tendremos la mayor participación de votantes del sur de Asia este año gracias a ella en la boleta electoral y los recursos que pondrá en ella. Esta es la mayor candidato calificado y con buenos recursos de la comunidad [del sur de Asia] jamás".

## Arte
Además de su carrera musical, Suri también mantiene una larga relación con la escena artística, especialmente en la ciudad de Nueva York. En 2010, Das Racist actuó como parte de la celebración de la Bienal del Museo Whitney de Arte Estadounidense, comisariada por el artista de California Martin Kersels. En abril de 2013, Suri regresó al Whitney como parte de la exhibición Blues for Smoke, una exhibición interdisciplinaria que exploró "una amplia gama de arte contemporáneo a través de la lente del blues y la estética del blues". Actuó junto al exmiembro de Das Racist, Ashok Kondabolu (Dapwell), el rapero de Greedhead Music Le1f y la banda de psych-dance Prince Rama. En febrero de 2015, Heems organizó una exhibición de arte en la Galería Aicon en anticipación de su nuevo álbum, Eat Pray Thug. La exposición contenía una amplia variedad de artistas del sur de Asia, así como eventos y actuaciones a lo largo de su mes de duración, incluidos artistas como The Kominas, Riz Ahmed (Riz MC) y el propio Heems.

## Discografía
- 2015: Eat Pray Thug